# Ecuación de Gibbs-Duhem
La ecuación de Gibbs-Duhem de la termodinámica describe la relación entre los cambios en el potencial químico de los componentes de un sistema termodinámico: 
{\displaystyle \sum _{i=1}^{I}N_{i}\mathrm {d} \mu _{i}=-S\mathrm {d} T+V\mathrm {d} P\,}

## Derivación
La derivación de la ecuación de Gibbs-Duhem a partir de ecuaciones termodinámicas de estado básicas es directa. El diferencial total de la energía libre de Gibbs {\displaystyle G\,} en términos de sus variables naturales es:
{\displaystyle \mathrm {d} G=\left.{\frac {\partial G}{\partial p}}\right|_{T,N}\,\mathrm {d} p+\left.{\frac {\partial G}{\partial T}}\right|_{p,N}\,\mathrm {d} T+\sum _{i=1}^{I}\left.{\frac {\partial G}{\partial N_{i}}}\right|_{p,T,N_{j\neq i}}\,\mathrm {d} N_{i}\,}.
Sustituyendo las dos primeras derivadas parciales por sus valores según las relaciones de Maxwell se obtiene lo siguiente:
{\displaystyle \mathrm {d} G=V\,\mathrm {d} p-S\,\mathrm {d} T+\sum _{i=1}^{I}\mu _{i}\,\mathrm {d} N_{i}\,}
Dado que el potencial químico no es más que otro nombre para la propiedad energía libre de Gibbs como propiedad molar parcial, se tiene que
{\displaystyle G=\sum _{i=1}^{I}\mu _{i}N_{i}\,}.
Se diferencia esta expresión para obtener
{\displaystyle dG=\sum _{i=1}^{I}(\mu _{i}dN_{i}+N_{i}d\mu _{i})\,}
Si se restan las dos expresiones para el diferencial total de {\displaystyle G} se obtiene la ecuación de Gibbs-Duhem
{\displaystyle \sum _{i=1}^{I}N_{i}\,\mathrm {d} \mu _{i}=-S\,\mathrm {d} T+V\,\mathrm {d} p\,}
- Datos: Q899155